# Телем
Телем (грец. Τήλεμος) — персонаж давньогрецької мітології, віщун у кіклопів, син Еврімія.
Прибувши до Сицилії, провістив Поліфемові, що його осліпить Одіссей. Будучи зачарованим німфою Галатеєю, циклоп злегковажив новинами від Телема.
|  | «Горенько! Як воно давнє збулося богів віщування! Жив тут один ворожбит, міцний чоловік і правдивий, Телем, Еврімія син, віщуванням прославлений вдалим, — Так і постарівся він, віщуючи тут між кіклопів. Він провістив мені те, що статися має зі мною, Як я від рук Одіссеєвих зору позбавлений буду. |